# Salzhemmendorf
Salzhemmendorf è un comune mercato di 10.097 abitanti della Bassa Sassonia, in Germania.
Appartiene al circondario (Landkreis) di Hameln-Pyrmont (targa HM).